# 石蹴り

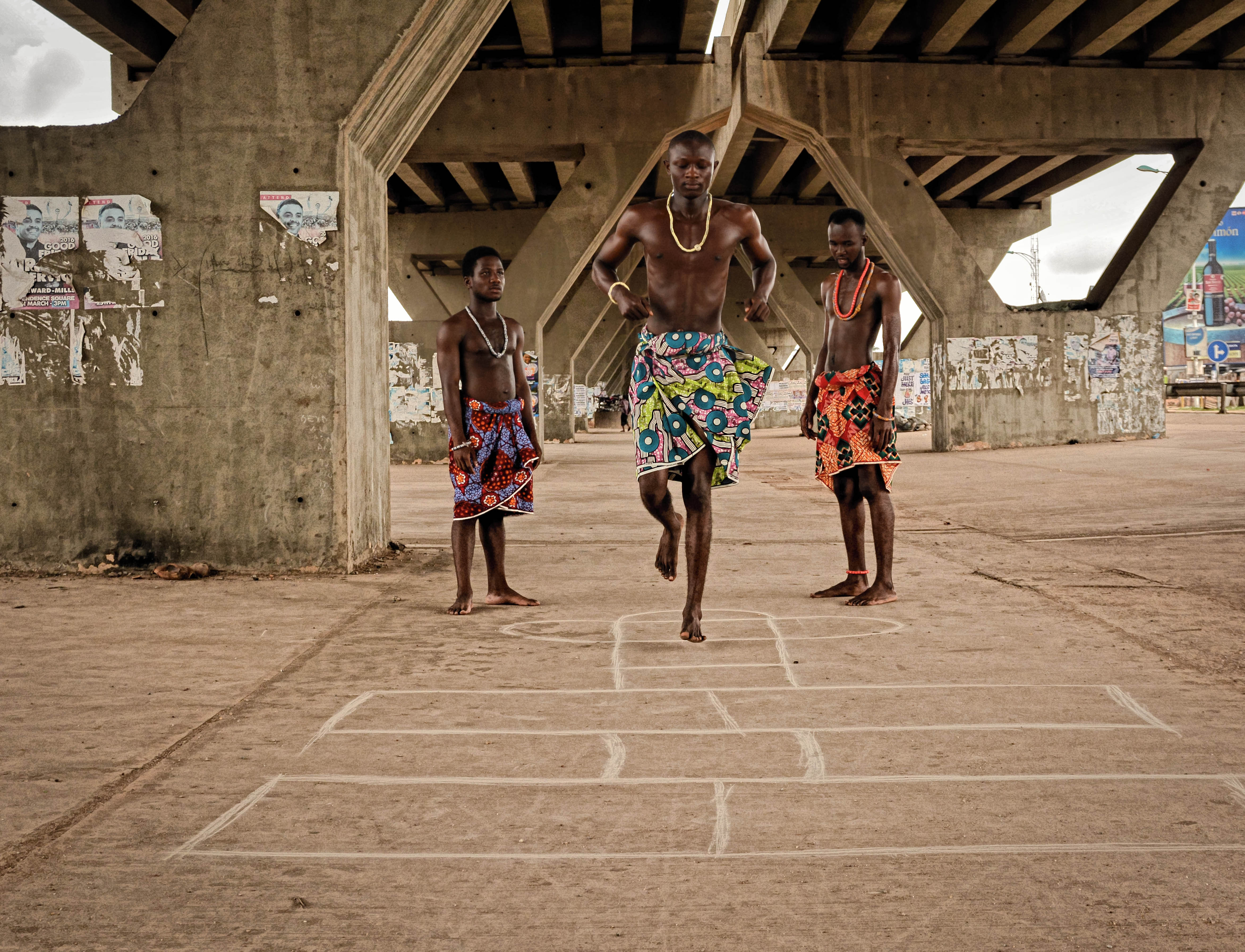
ガーナで石蹴りをしている子供たち。

石蹴り（いしけり）とは、石を蹴る遊び。地域によりさまざまなバリエーションがある。

## 歴史
石蹴りはもともと地面に図形を描き、その図形の中へ石を蹴り入れる遊戯である。
石蹴りのルーツは泥めんこ（土製のめんこ）による穴一遊びにあるといわれている。穴一遊びは貝や木の実、絵銭・泥面などを用いた遊戯で、地面に掘った小さな穴に貝などを投げ入れ穴に収めた者を勝ちとするものである。
石蹴りの代表的な遊び方は、地面に丸や四角の区画を複数描いておき、その一つの枠内に石を投げ入れ、その他の枠内を片足跳びで順々に跳んでいき、一巡したら石を投げ入れた枠の手前で片足の姿勢で石を拾って振り出しに戻るというものである。

## 注意点
路上に落ちている石は球体でないことが多く、蹴った際に飛ぶ方向を予測することは困難である。そのため、路上を走行中の車や、歩行中の人に当たってしまう危険がある。

## 石蹴り鬼
石蹴りに鬼ごっこの要素を取り入れたもの。2人から4人程度で行う。
鬼が石を蹴り、逃げる側の足に当てることによって鬼を交代する。
鬼から離れる距離についての明確なルールは存在しないが、会話できる距離、又は石が届く距離にいるのが普通である。
逃げる側は主にジャンプして避けるので、鬼はフェイントが重要なテクニックとなる。
基本的に石が道路からはみ出したら鬼が拾いに行くか、回収困難な場合は新しい石を用意する。そのとき逃げる側は特に逃げない。
ゲームの終わりは目的地に着くまで、あるいは帰り道が分かれるまでと明確な終了のルールはない。